# Polygala bryoides
Polygala bryoides är en jungfrulinsväxtart som beskrevs av Augustin François César Prouvençal de Saint-Hilaire.
Polygala bryoides ingår i släktet jungfrulinssläktet och familjen jungfrulinsväxter. Inga underarter finns listade i Catalogue of Life.